# Тиняково (Калужская область)
Тиняково — деревня в Малоярославецком муниципальном районе Калужской области. Входит в сельское поселение «Село Кудиново». Находится на реке Лужа. Название образования от имени-прозвища  Тиняк, со значениями — рубака, умелый сабельный боец, а также от уменьшительного Тиня — Константин или Тихон. В деревне есть библиотека

## География
Рядом — деревня Капустино

## История
В 1782-го году сельцо Тиняково на правом берегу реки Лужа, во владении Анны Фёдоровной Сафроновой и Петра Матвеевича Замятина.

## Население
| 2002 | 2010 |
| ---- | ---- |
| 77   | ↘66  |